# شهرستان بانه

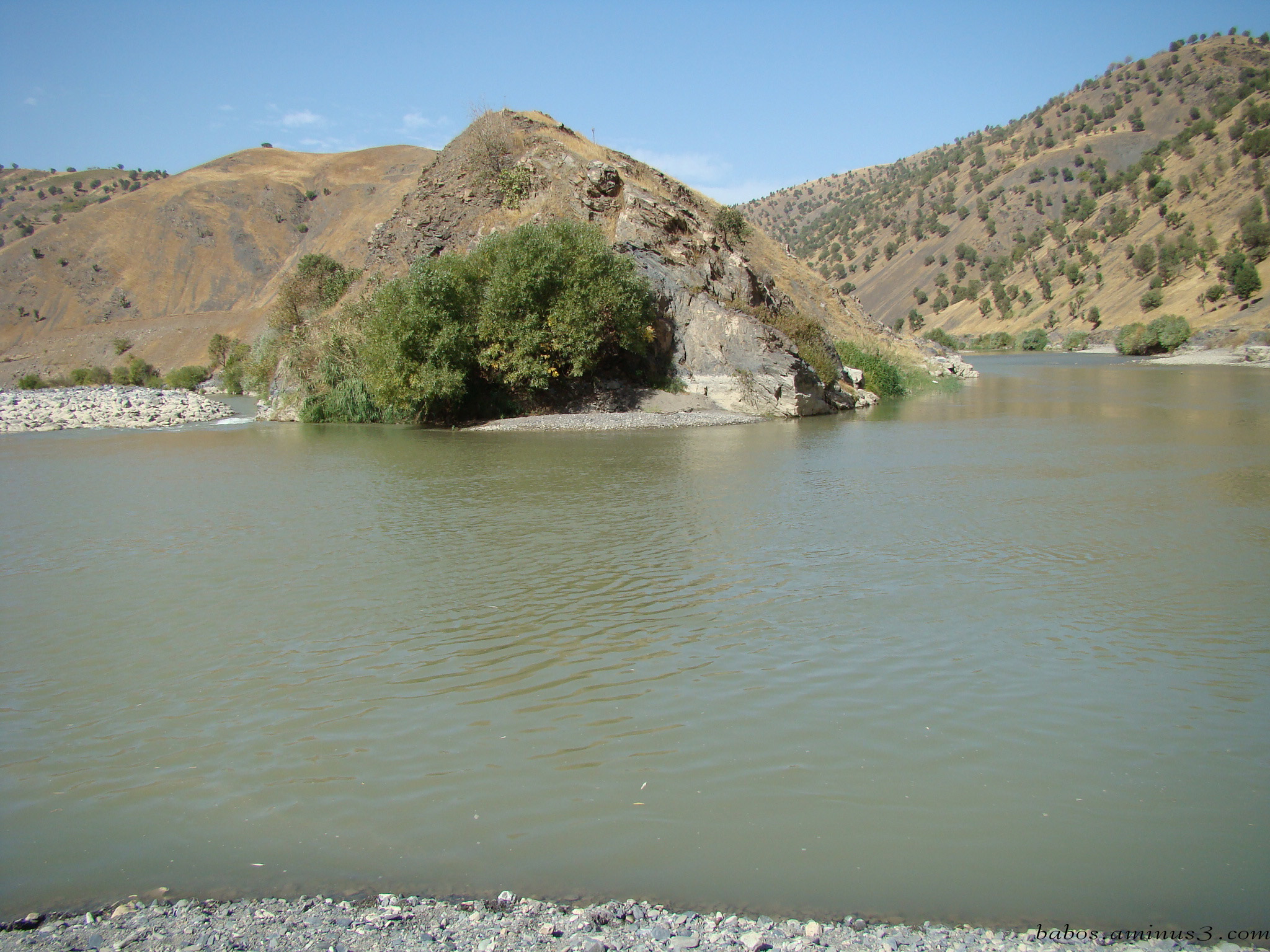
شهرستان بانه

شهرستان بانه یکی از شهرستان‌های استان کردستان در غرب ایران است. مرکز این شهرستان، شهر بانه است. جمعیت شهرستان بانه طبق برآورد رسمی جمعیت در سال۱۴۰۰ بالغ بر ۱۶۵٬۲۰۰نفر بوده است.

## تقسیمات کشوری
- شهرها: بانه، آرمرده، کانی‌سور، بوئین سفلی.

### بخش مرکزی شهرستان بانه
- دهستان شوی (بانه): روستای سبدلو - شوی - ساوان - رشید قلعه

شهر: بانه با جمعیت ۱۱۰۰۰۰ نفر

### بخش آرمرده
- دهستان پشت آربابا
- دهستان بله که

شهر: آرمرده با جمعیت ۲۰۶۲ نفر

### بخش نمشیر
- دهستان کانی سور
- دهستان نمه شیر
- دهستان بوالحسن

شهر: کانی‌سور با جمعیت ۱۱۳۱ نفر

### بخش ننور
- دهستان بوئین
- دهستان ننور

شهر: بوئین سفلی با جمعیت ۱۰۶۹ نفر

## آمار جمعیتی
نگاه آماری به شهرستان بر اساس آمار سرشماری عمومی نفوس و مسکن در سال ۱۳۸۵ جمعیت کل شهرستان بانه برابر با ۱۱۶۷۷۳ نفر اعم از مرد و زن می‌باشد و جمعیت کل روستاهای این شهرستان برابر با ۴۳۷۰۷ نفر می‌باشد.

## مهاجرت یهودیان بانه
با اعلام استقلال اسرائیل در سال ۱۹۴۸ میلادی (۱۳۲۷ خورشیدی)، یهودیان بانه که حدوداً چهل خانوار بودند و اکثراً به زرگری و بازرگانی مشغول بودند و محله خاصی برای خود داشتند، به فکر مهاجرت به اسرائیل افتادند و در اواخر بهار ۱۳۲۸ خورشیدی به کلی بانه را ترک و به اسرائیل مهاجرت کردند.